# 2002年4月逝世人物列表
2002年逝世人物列表：1月 - 2月 - 3月 - 4月 - 5月 - 6月 - 7月 - 8月 - 9月 - 10月 - 11月 - 12月
2002年4月逝世人物列表，是用於匯總2002年4月期間逝世人物的列表。

## 依日期排序

### 1日
- 阿爾伯特·坎威爾（Albert F. Canwell），95歲，美國政治家和反共主義者。[1]
- 托尼諾·切爾維（Tonino Cervi），72歲，義大利電影導演、編劇和製片人，心臟病發作。[2]
- Simo Häyhä，96歲，二戰期間的芬蘭狙擊手。
- 詹姆斯·卡拉萊斯（James Karales），71歲，美國攝影師和攝影散文家。[3]
- KV Narayanaswamy，78歲，印度音樂家。
- 約翰·撒母耳，88歲，美國空軍上將。[4]

### 2日
- Levi Celerio，91歲，菲律賓作曲家和作詞家，菲律賓國家藝術家。[5]
- 弗拉基米爾·切爾尼克（Vladimir Cernik），84歲，捷克斯洛伐克網球運動員。
- 艾克·克拉克，87歲，英國足球運動員和經理。[6]
- Jack Kruschen，80歲，加拿大演員（公寓春光、地球爭霸戰、韋伯斯特）。[7]
- John R. Pierce，92歲，美國工程師和作家，創造了「晶体管」一詞，肺炎。[8]
- 貝蒂·簡·拉斯，74歲，美國歌手和詞曲作者，中風。[9]
- 亨利·斯萊薩爾，74歲，美國作家、劇作家和撰稿人。[10]
- 杉本茂雄（Shigeo Sugimoto），75歲，日本足球運動員。
- 羅伯特·勞森·沃特（Robert Lawson Vaught），75歲，美國數學家，模型论創始人之一。[11]

### 3日
- Heinz Drache，79歲，德國電影演員，肺癌。[12]
- Fad Gadget，45歲，英國創作歌手，心臟病發作。[13]
- 羅伊·哈金斯（Roy Huggins），87歲，美國小說家和電視製片人（特立獨行、法網恢恢、羅克福德檔案）。[14]
- Norm Lee，81歲，澳大利亞政治家。
- 鮑比·馬納戈夫（Bobby Managoff），84歲，亞美尼亞裔美國職業摔跤手，心力衰竭。
- 羅伊·尼科爾斯，81歲，美國棒球運動員（纽约巨人）。[15]
- 恩斯特·斯托亞斯帕爾，77歲，奧地利足球運動員，心力衰竭。
- 卡爾·斯旺森，101歲，美國棒球運動員（芝加哥白襪）。[16]

### 4日
- Leo Brooks，54歲，美國橄欖球運動員（得克薩斯大學奧斯汀分校、田纳西泰坦、聖路易紅雀），食管癌。[17]
- Leo Laakso，83歲，芬蘭奧林匹克跳臺滑雪運動員。[18]
- 皮埃爾·瑪律尚（Pierre Marchand），62歲，法國出版商，癌症。[19]
- 喬·馬索特，69歲，美國作家和電影導演。
- 卡齊·穆賈希杜爾·伊斯蘭·卡斯米，66歲，印度穆夫提、卡迪和伊斯蘭學者。
- Jack Tanuan，36歲，菲律賓籃球運動員，腎功能衰竭。
- 查理斯·溫奎斯特，57歲，美國神學家。[20]

### 5日
- 赫伯特·卡恩（Herbert A. Cahn），87歲，德裔瑞士考古學家、錢幣學家和古董商。[21]
- 保羅·埃裡克森，86歲，美國棒球運動員（芝加哥小熊、費城費城人、纽约巨人）。[22]
- 巴吉爾·皮克斯納（Bargil Pixner），81歲，義大利裔美國僧侶、聖經學者和考古学家。
- Sheriff Robinson，80歲，美國棒球運動員。[23]
- Layne Staley，34歲，美國歌手（Alice in Chains），吸毒過量。[24]
- 本·沃利，65歲，美國職業籃球運動員（费城76人、华盛顿奇才、阿納海姆朋友隊），肝癌。[25]
- 金元均（Kim Won-gyun），85歲，北韓作曲家和政治家，心力衰竭。

### 6日
- Silvia Derbez，70歲，墨西哥影視女演員，肺癌。
- Petru Dumitriu，77歲，羅馬尼亞小說家。[26]
- 奧利弗·埃吉曼（Oliver Eggimann），83歲，瑞士足球運動員。
- Kevin Kelley，59歲，美國鼓手（Rising Sons、飞鸟乐队、Fever Tree）。
- 拉爾夫·馬里諾（Ralph J. Marino），74歲，來自紐約的美國律師和政治家。[27]
- Nobu McCarthy，67歲，加拿大女演員，主動脈瘤。[28]
- 馬丁·斯佩爾，57歲，德國劇作家和演員。[29]
- 湯姆·桑克爾，89歲，美國棒球運動員（聖路易紅雀、纽约巨人、洛杉矶道奇）。[30]
- 裘蒂思·伍德，95歲，美國電影女演員。[31]

### 7日
- 約翰·阿加爾，81歲，美國演員，出演西部片和科幻电影，秀兰·邓波儿的第一任丈夫，肺氣腫。[32]
- 鮑比·阿斯特爾，64歲，美國色情電影演員。
- Bhavanam Venkatarami Reddy，70歲，印度政治家，安得拉邦首席部長。
- 喬治·范·科寧斯洛（Georges van Coningsloo），61歲，比利時賽車手。[33]
- Conny Vandenbos，65歲，荷蘭歌手，肺癌。[34]

### 8日
- 奈傑爾·巴格納爾，75歲，英國陸軍元帥，英國陸軍專業負責人（總參謀長）。[35]
- 埃洛伊·福米納亞，76歲，美國作曲家、音樂教育家、指揮家、小提琴家和弦樂器製作師（奧古斯塔交響樂團）。[36]
- María de los Angeles Felix Güereña，88歲，墨西哥電影明星，被認為是“墨西哥電影史上最美麗的面孔”，心臟病發作。[37]
- 賈科莫·曼奇尼（Giacomo Mancini），85歲，義大利政治家。
- Harvey Quaytman，64歲，美國畫家，癌症。[38]
- 弗朗西斯科·薩莫拉·薩利納斯（Francisco Zamora Salinas），63歲，薩爾瓦多足球運動員。
- 約瑟夫·斯沃博達（Josef Svoboda），81歲，捷克藝術家和佈景設計師。[39]
- 勞雷爾·羅斯·威爾遜（Laurel Rose Willson），60歲，美國作家和騙子。

### 9日
- 多蘿西·洛夫·科茨（Dorothy Love Coates），74歲，美國福音歌手，被認為是福音界最偉大的表演者之一。[40]
- 哈羅德·科茨，84歲，澳大利亞政治家，新南威尔士立法议会議員（1965—1976年）。[41]
- Thomas Dinger，49歲，德國鼓手、歌手和詞曲作者。[42]
- 羅伊·德懷特，69歲，英國足球運動員。[43]
- 派特·弗拉赫蒂（Pat Flaherty），76歲，美國職業賽車手，於 1956 年贏得印第安納波利斯500。[44]
- 韋爾登·歐文，58歲，美國作曲家、劇作家、詩人和鋼琴家，槍殺自殺。[45]
- Kazuo Nakamura，75歲，日裔加拿大畫家和雕塑家。[46]
- 利奧波德·維托裡斯，110歲，奧地利數學家，第一次世界大戰退伍軍人和超百歲老人。

### 10日
- 海姆·科恩（Haim Cohn），91歲，以色列法學家和政治家。[47]
- 艾德·弗莱明，68歲，美國職業籃球運動員（尼亞加拉大學、沙加緬度國王、洛杉矶湖人）。[48]
- Géza Hofi，75歲，匈牙利幽默家。[49]
- Atanda Fatai Williams，83歲，奈及利亞法学家和奈及利亞首席大法官（1979—1983年）。

### 11日
- 埃爾默·安斯曼，76歲，美國橄欖球運動員（聖母大學、芝加哥紅雀隊）和橄欖球彩色評論員，心臟病發作。[50]
- 布蘭科·鮑爾（Branko Bauer），81歲，克羅埃西亞電影導演。
- 威廉·布蘭登（William Brandon），87歲，美國作家，撰寫了關於美洲原住民和美國西部的文章。[51]
- 巴巴·布魯克斯（Bubba Brooks），79歲，美國爵士男高音薩克斯管演奏家，比爾·道格特（Bill Doggett）合奏團的成員。[52]
- Héctor Rojas Herazo，81歲，哥倫比亞小說家、詩人、記者和畫家。
- 德爾菲·勞倫斯，76歲，英國女演員。[53]
- 杜茂，85歲，越南共和國陸軍（ARVN）的越南軍官。
- J. William Stanton，78歲，美國政治家（俄亥俄州第11國會選區的美國眾議員）。[54]
- 斯坦利·韋斯頓（Stanley Weston），82歲，美國出版商、體育作家、藝術家和攝影師，癌症患者。[55]

### 12日
- Hans Neurath，92歲，奧地利裔美國生物化學家和學者。[56]
- Gabriel Raksi，63歲，羅馬尼亞足球運動員。[57]
- Yadollah Sahabi，97歲，伊朗學者、作家、改革家和政治家。
- Kondapalli Seetharamaiah，87歲，印度共產主義領導人，帕金森氏病。
- 喬治·舍維洛夫，93歲，烏克蘭學者。[58]
- Safet Zhulali，59歲，阿爾巴尼亞國防部長。[59]

### 13日
- 亞歷克斯·巴羅尼（Alex Baroni），35歲，義大利歌手，交通事故。
- 西皮奧·可倫坡（Scipio Colombo），91歲，義大利戲劇男中音，曾經是。[60]
- 伊萬·德斯尼，79歲，俄羅斯瑞士電影演員——出演了150多部電影，肺炎。[61]
- Franz Krienbühl，73歲，瑞士速滑運動員。[62]
- Oreste Piccioni，86歲，義大利裔美國物理學家。[63]
- 阿爾瓦羅·薩爾瓦多斯，73歲，智利-西班牙籃球運動員。[64]
- 弗拉伊科·斯托伊爾科維奇，65歲，塞爾維亞政治家，槍殺自殺。
- Desmond Titterington，73歲，來自北愛爾蘭的英國賽車手。

### 14日
- 埃德梅·阿貝特爾，79歲，瑞士奧林匹克高山滑雪運動員（1952 年冬奧會女子激流迴旋）。[65]
- 巴克·貝克（Buck Baker），83歲，美國賽車手，NASCAR 名人堂成員。[66]
- 古斯塔夫·布勞恩（Gustave Blouin），89歲，加拿大政治家和國會議員（下議院）。[67]
- Mark Ermler，69歲，俄羅斯指揮家（莫斯科大剧院、莫斯科爱乐乐团、首爾愛樂樂團）。[68]
- Joop Haex，90歲，荷蘭政治家。[69]
- 邁克爾·克爾，81歲，英國法學家。
- 莫納爾，21歲，印度女演員，上吊自殺。[70]
- Fausto Radici，48歲，義大利高山滑雪者，槍殺自殺。

### 15日
- 桑多爾·加斯帕爾（Sándor Gáspár），85歲，匈牙利共产主义政治家和工會成員。
- Moe Keale，62歲，美國夏威夷音樂音樂家和演員，心臟病發作。
- 戴夫·金，72歲，英國喜劇演員、演員和歌手。
- 達蒙·奈特（Damon Knight），79歲，美國科幻小说作家、編輯和評論家。[71]
- 漢斯-亨里克·克勞斯（Hans-Henrik Krause），84歲，丹麥演員和電影導演。
- Ram Singh Thakur，87歲，印度自由鬥士、音樂家和作曲家。
- 拜倫·懷特，84歲，美國律師和最高法院助理大法官，肺炎。[72]

### 16日
- 比利·艾爾，49歲，英國足球運動員，癌症。[73]
- Ramiro de León Carpio，60歲，瓜地馬拉政治家，糖尿病昏迷。
- Janusz Kasperczak，74歲，波蘭奧林匹克拳擊手。[74]
- Claudio Slon，58歲，巴西爵士鼓手，肺癌。
- 馬塞爾·斯特恩，80歲，瑞士競技帆船運動員和奧運獎牌得主。[75]
- 羅伯特·烏里希，55歲，美國演員（Vega$、Spenser： For Hire、Lonesome Dove、SWAT特警队），癌症。[76]
- 休·佛蘭克林·沃特斯，69歲，美國法官（美国阿肯色西区联邦地区法院地區法官）。[77]
- 赫伯特·韋尼克（Herbert Wernicke），56歲，德國歌劇導演、佈景和服裝設計師。[78]

### 17日
- 詹姆斯·科普蘭，83歲，蘇格蘭演員（39級台階、福爾摩斯探案集）。[79]
- 貝茜柯蒂斯（Betsy Curtis），84歲，美國科幻小說和奇幻作家。[80]
- 斯魯爾·歐文·格裡克，67歲，加拿大作曲家、電臺製作人和指揮家。[81]
- Stevan Kragujević，80歲，塞爾維亞攝影記者和藝術攝影師。

### 18日
- 米索斯·迪米特裡歐，54歲，希臘足球運動員。
- Jerry Heidenreich，52歲，美國游泳運動員和奧運會冠軍，因藥物過量自殺。[82]
- Thor Heyerdahl，87歲，挪威人类学家，腦癌。[83]
- 韋恩·海塔爾，62歲，美國籃球運動員，心臟病發作。
- Cy Laurie，75歲，英國音樂家。
- Wahoo McDaniel，63歲，美國橄欖球運動員和摔跤手，糖尿病和腎功能衰竭併發症。[84]

### 19日
- William E. Barber，82歲，美国海军陆战队上校和荣誉勋章獲得者，骨髓癌。[85]
- 阿爾貝托·貝爾特蘭（Alberto Beltrán），79歲，墨西哥畫家、雕刻家和政治漫畫家。[86]
- Jean-Pierre Destrumelle，61歲，法國足球運動員和經理。[87]
- 雷金納德·羅斯，81歲，美國電影和電視編劇，心力衰竭併發症。[88]
- Ross Whicher，84歲，加拿大政治家和商人（代表安大略省布魯斯的國會議員）。[89]

### 20日
- Vlastimil Brodský，81歲，捷克演員，槍殺自殺。[90]
- 艾倫·戴爾（Alan Dale），76歲，美國歌手（《Heart of My Heart》、《Cherry Pink and Apple Blossom White》）。[91]
- 喬·格裡，77歲，美國橄欖球運動員。[92]
- Sarvepalli Gopal，78歲，印度歷史學家，腎功能衰竭。[93]
- Stig-Göran Johansson，58歲，瑞典冰球運動員。[94]
- 皮埃爾·拉普薩特（Pierre Rapsat），53歲，比利時創作歌手，癌症。[95]

### 21日
- 山姆·丹特，79歲，美國棒球運動員（波士頓紅襪、聖路易斯布朗隊、華盛頓參議員隊、芝加哥白襪、克里夫蘭守護者）。[96]
- 湯瑪斯·約瑟夫·格雷迪（Thomas Joseph Grady），87歲，美國羅馬天主教會主教。
- Verné Lesche，84歲，芬蘭速滑運動員。
- 穆罕默德·納比·穆罕默迪（Mohammad Nabi Mohammadi），65歲，阿富汗政治家和聖戰者領袖。
- Red O'Quinn，76歲，美國職業橄欖球運動員（威克森林大学、芝加哥熊、费城老鹰）。[97]
- 奧格登·菲普斯（Ogden Phipps），93歲，美國股票經紀人、純種馬擁有者/飼養員和慈善家。[98]
- 特里·沃尔什（Terry Walsh），62歲，英國特技演員。

### 22日
- 阿爾佈雷希特·貝克爾（Albrecht Becker），95歲，德國製作設計師和演員。
- 珍妮特·福克斯，89歲，美國女演員（舞臺門、八點晚餐）。[99]
- 索亞·約萬諾維奇，80歲，塞爾維亞和南斯拉夫電影導演。
- 琳達·洛夫萊斯（Linda Lovelace），53歲，美國色情演員，後來成為政治活動家，車禍。[100]
- 弗蘭·明科夫，87歲，美國作詞家。
- 艾倫·莫裡斯，92歲，美國歷史學家。[101]
- 克裡斯托弗·普萊斯（Christopher Price），34歲，英國記者和主持人，腦膜腦炎。
- 维克托·魏斯科普夫（Victor Weisskopf），93歲，奧地利裔美國理论物理学家，曾參與曼哈顿计划。[102]

### 23日
- 鮑勃·貝克，75歲，美國重量級拳擊手。[103]
- 鲍勃·福特，82歲，美國職業籃球運動員（聖母大學、克里夫兰反叛者）。[104]
- 山姆·法蘭西斯（Sam Francis），88歲，美式橄欖球運動員（內布拉斯加州、芝加哥熊、洛杉矶道奇）和教練，以及奧運會鉛球推桿。[105]
- 泰德·克羅爾（Ted Kroll），82歲，美國職業高爾夫球手，贏得了八項PGA巡回赛賽事，帕金森氏病。[106]
- 蒂博爾·西蒙（Tibor Simon），36歲，匈牙利足球運動員兼經理，鈍器創傷。[107]

### 24日
- 格洛麗亞·埃斯卡弗里，78歲，牙買加藝術家、詩人、教師、藝術評論家和記者。[108]
- 芭芭拉·格裡祖蒂·哈裡森（Barbara Grizzuti Harrison），67歲，美國記者、散文家和回憶錄作家，慢性阻塞性肺病。[109]
- 埃裡克·麥基翠克，82歲，美國歷史學家。
- 羅伯特麥奎尼（Robert McQueeney），83歲，美國演員。[110]
- Lucien Wercollier，93歲，盧森堡雕塑家。[111]
- 娜傑日達·朱爾金娜（Nadezhda Zhurkina），81歲，二戰期間的俄羅斯無線電操作員和炮手。

### 25日
- 邁克爾·布萊恩特，74歲，英國演員（木乃伊、保姆、桑尼和少女、石頭磁帶、統治階級、甘地傳）。[112]
- 馬里奧·卡西利（Mario Casilli），71歲，美國攝影師。
- Indra Devi，102歲，俄羅斯「星空瑜伽老師」。[113]
- 丽莎·洛佩兹（Lisa “Left Eye” Lopes），30歲，美國歌手，女子組合TLC成員，車禍。[114]
- Athanasios Papoulis，81 歲，希臘裔美國工程師和應用數學家。

### 26日
- Vincenzo Caianiello，69歲，義大利法學家。
- 奧爾頓·科爾曼（Alton Coleman），46歲，美國被定罪的狂歡殺手，注射死刑。[115]
- 約翰·大衛斯，86歲，美國棒球運動員（纽约巨人）。[116]
- Del Sharbutt，90歲，美國電臺播音員。[117]
- 托雷·斯文松，74歲，瑞典足球守門員。
- 史蒂夫·茨韋特，63歲，南非政治家和活動家，肺炎和肝衰竭。[118]

### 27日
- 吉拉·布斯塔博，86歲，美國音樂會小提琴家。[119]
- 喬治·亞歷克·埃芬格（George Alec Effinger），55歲，美國科幻作家（當重力失效時（When Gravity Fails）、薛定諤的小貓（Schrödinger's Kitten））。[120]
- 露絲·漢德勒（Ruth Handler），85歲，芭比娃娃的發明者，結直腸癌。[121]
- 羅伯特·約瑟夫（Robert L. Joseph），79歲，美國戲劇製作人、劇作家和編劇。[122]
- 亞瑟·歐文，87歲，英國賽車手（生於 1915 年）。
- Hans Heinrich Thyssen-Bornemisza，81歲，德國實業家和藝術收藏家，患有心血管疾病。
- Felix Villars，81歲，麻省理工学院瑞士裔美國物理學名譽教授。[123]
- 傑里·維特，86歲，美國棒球運動員（聖路易斯布朗隊）。[124]

### 28日
- 阿爾伯特·貝查德（Albert Béchard），79歲，加拿大政治家，魁北克省博納文圖爾下議院（House of Commons for Bonaventure ， Quebec）議員。[125]
- 罗伯特·加涅（Robert M. Gagné），85歲，美國教育心理學家。
- 亚历山大·列别德，52歲，俄羅斯將軍和政治家，航空事故。[126]
- 彼得·派克，77歲，英國商人。[127]
- 刘琼，88歲，中國電影導演和演員，肝癌患者。[128]
- Lou Thesz，86歲，美國職業摔跤手，三重搭橋手術引起的併發症。[129]
- 约翰·威尔金森，82歲，美國混音師（野戰排、週末夜狂熱、天堂之日），奧斯卡獎得主（1987年）。[130]
- 戈登·威利（Gordon Willey），89歲，美國人類學家，以開創“定居模式研究”領域而聞名。[131]

### 29日
- 鮑勃·阿金（Bob Akin），66歲，美國商人和職業賽車手（兩屆賽百靈冠軍）。[132]
- Sune Andersson，81歲，瑞典足球運動員和經理（1948年夏季奥林匹克运动会足球比赛金牌得主）。[133]
- 斯維爾·布拉特蘭（Sverre Bratland），84歲，二戰期間入侵诺曼底期間的挪威軍事領袖和指揮官。[134]
- 邁克爾·卡米爾，44歲，英國藝術史學家，專門研究歐洲中世纪藝術，腦瘤。[135]
- 諾埃爾·達科斯塔（Noel DaCosta），72歲，奈及利亞-牙買加作曲家、爵士小提琴家和合唱指揮。[136]
- 聖地牙哥·阿爾瓦雷斯·戈麥斯（Santiago Álvarez Gómez），89歲，西班牙共产主义政治家。[137]
- Ihar Hermianchuk，41歲，白俄羅斯記者和政治活動家，癌症。
- 彼特·雅各森（Pete Jacobsen），51歲，英國爵士鋼琴家。[138]
- 斯坦·林恩，73歲，英國足球運動員。[139]
- Lor Tok，88歲，泰國人，喜劇演員和演員，泰國國家藝術家。

### 30日
- 凱薩琳·艾伯森（Kathryn Albertson），93歲，美國慈善家。[140]
- 霍華德·阿爾文·克魯姆（Howard Alvin Crum），79歲，美國植物學家，北美苔藓学專家。
- 艾達·恩格爾，98歲，美國女演員，90年代的電視廣告明星。[141]
- 萊斯利·梅爾維爾（Leslie Melville），100歲，澳大利亞經濟學家、學者和公務員。
- 羅伯特·莫斯利（Robert Mosley），74或75歲，美國低音男中音。
- Nitsa Tsaganea，100歲，希臘戲劇和電影女演員。
- 夏洛特·馮·瑪律斯多夫（Charlotte von Mahlsdorf），74歲，德國LGBT作家和博物館館長，心臟病發作。[142]